# Nati nel 1997/Aprile
| Questa pagina contiene informazioni ricavate automaticamente dalle voci biografiche con l'ausilio del template Bio e di un bot. L'aggiornamento è periodico e automatico e ricostruisce completamente la pagina. Se manca una persona in questa lista, sei pregato di non aggiungerla, ma accertati piuttosto che la sua voce biografica contenga il template Bio e che i dati anagrafici siano correttamente compilati. Se il template Bio manca, inseriscilo tu stesso o, in alternativa, metti l'avviso {{tmp\|Bio}} che ne segnala la mancanza. Se i dati riportati sono sbagliati, correggi direttamente la voce biografica; le modifiche saranno visibili in questa lista entro pochi giorni. Per chiarimenti vedi il progetto biografie. La lista contiene solo le 442 persone che sono citate nell'enciclopedia e per le quali è stato implementato correttamente il template Bio. Pagina aggiornata al 18 ago 2025. |

- 1º aprile - Kike Barja, calciatore spagnolo
- 1º aprile - Leyser Chaverra, calciatore colombiano
- 1º aprile - Andrea Cistana, calciatore italiano
- 1º aprile - Gauthier Denis, cestista francese
- 1º aprile - Jack Driscoll, giocatore di football americano statunitense
- 1º aprile - Asa Butterfield, attore britannico
- 1º aprile - Edgar González, calciatore spagnolo
- 1º aprile - Cian Harries, calciatore gallese
- 1º aprile - Abu Kamara, calciatore liberiano
- 1º aprile - Rohit Kumar, calciatore indiano
- 1º aprile - Katharina Liensberger, sciatrice alpina austriaca
- 1º aprile - Scott Martin, calciatore scozzese
- 1º aprile - Adriano Martins, calciatore brasiliano
- 1º aprile - Álex Palou, pilota automobilistico spagnolo
- 1º aprile - Will Rayman, cestista statunitense
- 1º aprile - Mildrelis Rodríguez, pallavolista portoricana
- 1º aprile - Mudasiru Salifu, calciatore ghanese
- 1º aprile - Sahal Abdul Samad, calciatore indiano
- 1º aprile - Igor Vinícius, calciatore brasiliano
- 2 aprile - Christopher Cvetko, calciatore austriaco
- 2 aprile - Bogi Dallos, cantante e conduttrice televisiva ungherese
- 2 aprile - Mazen Fayad, calciatore iracheno
- 2 aprile - Aryana Harvey, calciatrice statunitense
- 2 aprile - Mohamed Amin Jhinaoui, ostacolista e mezzofondista tunisino
- 2 aprile - Zak Ketterson, fondista statunitense
- 2 aprile - Bjorg Lambrecht, ciclista su strada belga († 2019)
- 2 aprile - Ondřej Mihálik, calciatore ceco
- 2 aprile - Abdelhak Nouri, ex calciatore olandese
- 2 aprile - Jorge Fernandes, calciatore portoghese
- 2 aprile - Giulio Pinali, pallavolista italiano
- 2 aprile - Austin Riley, giocatore di baseball statunitense
- 2 aprile - Alan Riou, ciclista su strada francese
- 2 aprile - Matia Spoliarits, calciatore cipriota
- 2 aprile - Ryan Strain, calciatore inglese
- 2 aprile - Herman Tømmeraas, attore, ballerino e modello norvegese
- 2 aprile - Georgia Willinger, ex sciatrice alpina neozelandese
- 2 aprile - Luke Winters, sciatore alpino statunitense
- 2 aprile - Amit Zenati, calciatore israeliano
- 3 aprile - Aliyah Abrams, velocista guyanese
- 3 aprile - Jann Benjaminsen, calciatore faroese
- 3 aprile - Daniil Bol'šunov, calciatore russo
- 3 aprile - Conrado Buchanelli Holz, calciatore brasiliano
- 3 aprile - Serena Bugani, ex ginnasta italiana
- 3 aprile - Océane Daniel, ex calciatrice francese
- 3 aprile - Gabriel Jesus, calciatore brasiliano
- 3 aprile - Kiana Ledé, cantautrice e attrice statunitense
- 3 aprile - Roberto Louima, calciatore haitiano
- 3 aprile - Khayat, cantante ucraino
- 3 aprile - Simon Pirkl, calciatore austriaco
- 3 aprile - Rodrigo Schlegel, calciatore argentino
- 3 aprile - Vahid Selimovic, calciatore lussemburghese
- 3 aprile - Julia Stierli, calciatrice svizzera
- 3 aprile - Zhao Xintong, giocatore di snooker cinese
- 4 aprile - Alan Cariús, calciatore brasiliano
- 4 aprile - Paige Culver, calciatrice canadese
- 4 aprile - Fjoralb Deliaj, calciatore albanese
- 4 aprile - Michael Gómez, calciatore colombiano
- 4 aprile - Jürgen Heil, calciatore austriaco
- 4 aprile - Jefferson Galego, calciatore brasiliano
- 4 aprile - Darryl Johnson, giocatore di football americano statunitense
- 4 aprile - Victor Leksell, cantante svedese
- 4 aprile - Georgij Melkadze, calciatore russo
- 4 aprile - Jordan Sakho, cestista della Repubblica Democratica del Congo
- 4 aprile - Luka Šušnjara, calciatore sloveno
- 4 aprile - Williams Velásquez, calciatore venezuelano
- 4 aprile - Keira Walsh, calciatrice inglese
- 5 aprile - Asia Durr, cestista statunitense
- 5 aprile - Hélder Ferreira, calciatore portoghese
- 5 aprile - Théa Greboval, calciatrice francese
- 5 aprile - Henry Hunter Hall, attore statunitense
- 5 aprile - Nina Kennedy, astista australiana
- 5 aprile - Vladlen Kozljuk, lottatore ucraino
- 5 aprile - Loriana Kuka, judoka kosovara
- 5 aprile - Ida Lien, biatleta norvegese
- 5 aprile - David Mayoral, ex calciatore spagnolo
- 5 aprile - Borja Mayoral, calciatore spagnolo
- 5 aprile - Abdelrahman Moustafa, calciatore qatariota
- 5 aprile - Alan Mozo, calciatore messicano
- 5 aprile - Dominik Mysterio, wrestler statunitense
- 5 aprile - Franco Pardo, calciatore argentino
- 5 aprile - Danel Sinani, calciatore serbo
- 5 aprile - Blu Yoshimi, attrice italiana
- 5 aprile - Kalif Young, cestista canadese
- 6 aprile - Paola Biagioli, nuotatrice italiana
- 6 aprile - Daniel Elfadli, calciatore libico
- 6 aprile - Dominik Greif, calciatore slovacco
- 6 aprile - Nikola Kuveljić, calciatore serbo
- 6 aprile - Garai Zeeb, cestista tedesco
- 6 aprile - Andrius Šidlauskas, nuotatore lituano
- 7 aprile - Tobia Bocchi, ex triplista italiano
- 7 aprile - Oliver Burke, calciatore scozzese
- 7 aprile - Mande Bushendich, mezzofondista ugandese
- 7 aprile - Tyrone Conraad, calciatore surinamese
- 7 aprile - Pedro Delgado, calciatore portoghese
- 7 aprile - Tomoki Iwata, calciatore giapponese
- 7 aprile - Kim Myeong-hun, goista sudcoreano
- 7 aprile - Morgane Nicoli, calciatrice francese
- 7 aprile - Jean Rosso, calciatore uruguaiano
- 7 aprile - Francisco Simbine, calciatore mozambicano
- 8 aprile - James Batemon, cestista statunitense
- 8 aprile - Benaissa Benamar, calciatore olandese
- 8 aprile - Sadie Calvano, attrice statunitense
- 8 aprile - Eduardo Campopiano, pallanuotista italiano
- 8 aprile - Rafael Pereira, ostacolista brasiliano
- 8 aprile - Agustín Coscia, calciatore argentino
- 8 aprile - Haley Cutler, sciatrice alpina statunitense
- 8 aprile - Shaun Bradley, giocatore di football americano statunitense
- 8 aprile - Dīmītrīs Fliōnīs, cestista greco
- 8 aprile - Jonathan Klinsmann, calciatore statunitense
- 8 aprile - Senna Leith, snowboarder statunitense
- 8 aprile - Diosdado Mbele, calciatore equatoguineano
- 8 aprile - Christian McNeish, taekwondoka britannico
- 8 aprile - Saygrace, cantante australiana
- 8 aprile - Roquan Smith, giocatore di football americano statunitense
- 8 aprile - Andreas Stokbro, ciclista su strada e pistard danese
- 8 aprile - Face, rapper russo
- 8 aprile - Arno Verschueren, calciatore belga
- 9 aprile - Luis Arráez, giocatore di baseball venezuelano
- 9 aprile - Warren Caddy, calciatore francese
- 9 aprile - Facundo Cambeses, calciatore argentino
- 9 aprile - Valerio Costa, cestista italiano
- 9 aprile - Álvaro Fidalgo, calciatore spagnolo
- 9 aprile - Vincent Marcel, calciatore francese
- 9 aprile - Omid Noorafkan, calciatore iraniano
- 9 aprile - Maxence Prévot, calciatore francese
- 9 aprile - Luka Ratković, calciatore serbo
- 9 aprile - Facundo Waller, calciatore uruguaiano
- 9 aprile - Michael Špaček, hockeista su ghiaccio ceco
- 10 aprile - Jonas Arweiler, calciatore tedesco
- 10 aprile - Vlatko Čančar, cestista sloveno
- 10 aprile - Hawa Cissoko, calciatrice francese
- 10 aprile - Torey DeFalco, pallavolista e giocatore di beach volley statunitense
- 10 aprile - Zvonimir Filipović, calciatore croato
- 10 aprile - Martin Hamann, saltatore con gli sci tedesco
- 10 aprile - Mohanad Jeahze, calciatore svedese
- 10 aprile - Yūmi Kajihara, pistard e ciclista su strada giapponese
- 10 aprile - Marija Kosturkova, cestista bulgara
- 10 aprile - Matheus Jesus, calciatore brasiliano
- 10 aprile - Nino, calciatore brasiliano
- 10 aprile - Viny Okouo, cestista della Repubblica del Congo
- 10 aprile - Meinhard Olsen, calciatore faroese
- 10 aprile - Damjan Robev, cestista macedone
- 10 aprile - Alla Sosnickaja, ginnasta russa
- 10 aprile - Vladïslav Vasïl'ev, calciatore kazako
- 10 aprile - Edoardo Vercellesi, telecronista sportivo e giornalista italiano
- 10 aprile - Ying Qing, bobbista cinese
- 10 aprile - Simon van Dorp, canottiere olandese
- 11 aprile - Johanna Bœuf, ex sciatrice alpina francese
- 11 aprile - Alana Cook, calciatrice statunitense
- 11 aprile - Nikola Cuckić, calciatore serbo
- 11 aprile - Ryōya Morishita, calciatore giapponese
- 11 aprile - Mélovin, cantante ucraino
- 11 aprile - Nami Nabekura, judoka giapponese
- 11 aprile - Suat Serdar, calciatore tedesco
- 11 aprile - Thiaguinho, calciatore brasiliano
- 11 aprile - Jules Van Cleemput, ex calciatore belga
- 11 aprile - Dylan Watts, calciatore irlandese
- 11 aprile - Miriam Škoch, tennista ceca
- 12 aprile - Romain Cannone, schermidore francese
- 12 aprile - Andrejs Cigaņiks, calciatore lettone
- 12 aprile - D.J. Funderburk, cestista statunitense
- 12 aprile - Martins Igbanu, cestista nigeriano
- 12 aprile - Christopher McVey, calciatore svedese
- 12 aprile - Aura Muzzo, rugbista a 15 italiana
- 12 aprile - Shahar Nakav, calciatrice israeliana
- 12 aprile - Nguyễn Quang Hải, calciatore vietnamita
- 12 aprile - Katelyn Ohashi, ex ginnasta statunitense
- 12 aprile - Paul Marque, ballerino francese
- 12 aprile - André Pedrosa, calciatore portoghese
- 12 aprile - Erlend Segberg, calciatore norvegese
- 12 aprile - Nils Stump, judoka svizzero
- 12 aprile - Ammar Taifour, calciatore sudanese
- 12 aprile - Stephanie Watts, cestista statunitense
- 13 aprile - Jefferson Brenes, calciatore costaricano
- 13 aprile - Michael Carcelén, calciatore ecuadoriano
- 13 aprile - Mateo Cassierra, calciatore colombiano
- 13 aprile - Federico Chingotto, sportivo argentino
- 13 aprile - Marina Georgieva, calciatrice austriaca
- 13 aprile - Karim Jallow, cestista tedesco
- 13 aprile - Andreas Kramer, mezzofondista svedese
- 13 aprile - Keisuke Kurokawa, calciatore giapponese
- 13 aprile - Đorđe Nikolić, calciatore serbo
- 13 aprile - Gabriel Taliari, calciatore brasiliano
- 13 aprile - Costanza Razzolini, calciatrice italiana
- 13 aprile - Andrés Rico, cestista spagnolo
- 13 aprile - Kyle Walker-Peters, calciatore inglese
- 14 aprile - Mizuki Arai, calciatore giapponese
- 14 aprile - Guilherme Arana, calciatore brasiliano
- 14 aprile - Rocío Gálvez, calciatrice spagnola
- 14 aprile - C.J. Massinburg, cestista statunitense
- 14 aprile - Christian Mina, calciatore colombiano
- 14 aprile - D.J. Moore, giocatore di football americano statunitense
- 14 aprile - Sandile Mthethwa, calciatore sudafricano
- 14 aprile - Yōichi Naganuma, calciatore giapponese
- 14 aprile - Reggie Robinson, giocatore di football americano statunitense
- 14 aprile - Vojislav Stojanović, cestista serbo
- 14 aprile - Ante Ćorić, calciatore croato
- 15 aprile - Benjamin, cantante finlandese
- 15 aprile - Donavan Brazier, mezzofondista statunitense
- 15 aprile - Greta Brunello, calciatrice italiana
- 15 aprile - Martina Brunello, calciatrice italiana
- 15 aprile - Leonardo Fabbri, pesista italiano
- 15 aprile - Phil Fayne, cestista statunitense
- 15 aprile - Tim Hall, calciatore lussemburghese
- 15 aprile - Wesley Harris, cestista statunitense
- 15 aprile - Toheeb Jimoh, attore britannico
- 15 aprile - Boubakar Kouyaté, calciatore maliano
- 15 aprile - Deng Mayot, ex cestista sudsudanese
- 15 aprile - PLK, rapper francese
- 15 aprile - Léo Pétrot, calciatore francese
- 15 aprile - Ryan Sweeney, calciatore inglese
- 15 aprile - Matheus Sávio, calciatore brasiliano
- 15 aprile - Valery Vigilucci, calciatrice italiana
- 15 aprile - Maisie Williams, attrice britannica
- 15 aprile - Isaiah Zuber, giocatore di football americano statunitense
- 16 aprile - Raffael Behounek, calciatore austriaco
- 16 aprile - Burak Bekaroğlu, calciatore turco
- 16 aprile - Te'a Cooper, cestista statunitense
- 16 aprile - Louis Démoléon, calciatore francese
- 16 aprile - Carlotta Gamba, attrice italiana
- 16 aprile - Achref Gannouni, cestista tunisino
- 16 aprile - Jacob Harris, giocatore di football americano statunitense
- 16 aprile - Arttu Hoskonen, calciatore finlandese
- 16 aprile - Jaakko Hänninen, ciclista su strada finlandese
- 16 aprile - Aaron Levarity, cestista bahamense
- 16 aprile - Enzo Lombardo, calciatore francese
- 16 aprile - Brian Mansilla, calciatore argentino
- 16 aprile - Silvio Alejandro Martínez, calciatore argentino
- 16 aprile - Micah Maʻa, pallavolista statunitense
- 16 aprile - Galefele Moroko, velocista botswana
- 16 aprile - Iva Slonjšak, cestista croata
- 16 aprile - Yun Ye-bin, cestista sudcoreana
- 17 aprile - Nikolaos Andrikopoulos, triplista e lunghista greco
- 17 aprile - Wilter Ayoví, calciatore ecuadoriano
- 17 aprile - Tilen Bartol, saltatore con gli sci sloveno
- 17 aprile - Nika Kentchadze, lottatore georgiano
- 17 aprile - Dmitrij Lankin, ginnasta russo
- 17 aprile - Blake Marquardt, cestista statunitense
- 17 aprile - Alicia Marín, arciera spagnola
- 17 aprile - Jorge Meré, calciatore spagnolo
- 17 aprile - Juwan Morgan, cestista statunitense
- 17 aprile - Jabari Narcis, cestista trinidadiano
- 17 aprile - Philipp Ochs, calciatore tedesco
- 17 aprile - Ricardo Rivera, calciatore portoricano
- 17 aprile - Wajdi Sahli, calciatore francese
- 17 aprile - Martin Samuelsen, calciatore norvegese
- 17 aprile - Corey Sanders, cestista statunitense
- 17 aprile - Arturo Segado, calciatore spagnolo
- 17 aprile - Nick Wiens, giocatore di football americano tedesco
- 18 aprile - Gabriela Alicea, pallavolista portoricana
- 18 aprile - Dominykas Barauskas, calciatore lituano
- 18 aprile - Paul Bernardoni, calciatore francese
- 18 aprile - Matthias Bluebaum, scacchista tedesco
- 18 aprile - Andrija Filipović, calciatore croato
- 18 aprile - Robert Glință, ex nuotatore rumeno
- 18 aprile - Taiki Hirato, calciatore giapponese
- 18 aprile - Christopher Howard jr, giocatore di football americano statunitense
- 18 aprile - Sandro Ingolitsch, calciatore austriaco
- 18 aprile - Matteo Levantesi, ginnasta italiano
- 18 aprile - Roman Macek, calciatore ceco
- 18 aprile - Tat'jana Minina, taekwondoka russa
- 18 aprile - Jared Schmidt, sciatore freestyle canadese
- 18 aprile - Gabriel Strefezza, calciatore brasiliano
- 18 aprile - Caleb Swanigan, cestista statunitense († 2022)
- 18 aprile - Federico Varela, calciatore argentino
- 18 aprile - Lucas Vera, calciatore argentino
- 18 aprile - Thomas Verhoeven, nuotatore olandese
- 18 aprile - Sébastien Vigier, pistard francese
- 18 aprile - Donny van de Beek, calciatore olandese
- 19 aprile - Xojiakbar Alijonov, calciatore uzbeko
- 19 aprile - Okechukwu Azubuike, calciatore nigeriano
- 19 aprile - Luiz Henrique, calciatore brasiliano
- 19 aprile - Hugo Burvall, sciatore freestyle svedese
- 19 aprile - Bruno Costa, calciatore portoghese
- 19 aprile - Félix Eboa Eboa, calciatore camerunese
- 19 aprile - Anthony Landázuri, calciatore ecuadoriano
- 19 aprile - Chima Okoroji, calciatore tedesco
- 19 aprile - Alejandra Orozco, tuffatrice messicana
- 19 aprile - Ulises Ortegoza, calciatore argentino
- 19 aprile - Malcolm Perry, ex giocatore di football americano statunitense
- 19 aprile - Krešimir Radovčić, cestista croato
- 19 aprile - Jacob Wright, giocatore di football americano statunitense
- 19 aprile - Edmilson de Paula Santos Filho, calciatore brasiliano
- 20 aprile - Morgan Bertsch, cestista statunitense
- 20 aprile - Clotilde Esposito, attrice italiana
- 20 aprile - Holly Hendrix, attrice pornografica e modella statunitense
- 20 aprile - Luke Jacobson, rugbista a 15 neozelandese
- 20 aprile - Mikkel Kallesøe, calciatore danese
- 20 aprile - Federico Nguema, calciatore equatoguineano
- 20 aprile - Mae Mae Renfrow, attrice statunitense
- 20 aprile - Robert Valge, cestista estone
- 20 aprile - Moses Waiswa, calciatore ugandese
- 20 aprile - Marek Zsigmund, calciatore slovacco
- 20 aprile - Alexander Zverev, tennista tedesco
- 21 aprile - DeShon Elliott, giocatore di football americano statunitense
- 21 aprile - Blake Ferguson, giocatore di football americano statunitense
- 21 aprile - Gong Xiangyu, pallavolista cinese
- 21 aprile - Gabriela Knutson, tennista ceca
- 21 aprile - Enock Kwateng, calciatore francese
- 21 aprile - Francesca Mellano, calciatrice italiana
- 21 aprile - Emanuel Mercado, calciatore argentino
- 21 aprile - Igor Milošević, giocatore di football americano serbo
- 21 aprile - Mikel Oyarzabal, calciatore spagnolo
- 21 aprile - Matteo Pessina, calciatore italiano
- 21 aprile - Andy Rinomhota, calciatore zimbabwese
- 21 aprile - Riley Seger, sciatore alpino canadese
- 21 aprile - Ángel Zamudio, calciatore peruviano
- 21 aprile - André Luis, calciatore brasiliano
- 22 aprile - Carol Biazin, cantante brasiliana
- 22 aprile - Isaque Elias Brito, calciatore brasiliano
- 22 aprile - Aarón Martín, calciatore spagnolo
- 22 aprile - Isiah Collie, ex calciatore bahamense
- 22 aprile - Matteo Cotali, calciatore italiano
- 22 aprile - Richárd Csősz, calciatore ungherese
- 22 aprile - Louis Delétraz, pilota automobilistico svizzero
- 22 aprile - Grant Fisher, mezzofondista statunitense
- 22 aprile - Matt Haarms, cestista olandese
- 22 aprile - Alejandro Maciel, calciatore argentino
- 22 aprile - Eduin Quero, calciatore venezuelano
- 22 aprile - Jill Roord, calciatrice olandese
- 22 aprile - Agnieszka Skalniak-Sójka, ciclista su strada polacca
- 22 aprile - Antonio Sánchez Navarro, calciatore spagnolo
- 22 aprile - Carlos Valenzuela, calciatore argentino
- 23 aprile - Bobur Abduholiqov, calciatore uzbeko
- 23 aprile - Pablo Álvarez García, calciatore spagnolo
- 23 aprile - Tobi Amusan, ostacolista e velocista nigeriana
- 23 aprile - Zachary Apple, nuotatore statunitense
- 23 aprile - Océane Avocat Gros, saltatrice con gli sci francese
- 23 aprile - Nejc Barič, cestista sloveno
- 23 aprile - Efe Beşok, cestista turco
- 23 aprile - Myer Bevan, calciatore neozelandese
- 23 aprile - Maddison Brown, attrice e modella australiana
- 23 aprile - Jack Carlin, pistard britannico
- 23 aprile - Ortwin De Wolf, calciatore belga
- 23 aprile - Alex Ferris, attore canadese
- 23 aprile - Jordy Gaspar, calciatore francese
- 23 aprile - Nico Herzog, tuffatore tedesco
- 23 aprile - Alexis Jandard, tuffatore francese
- 23 aprile - Stanislav Kovalenko, velocista ucraino
- 23 aprile - Neftali Manzambi, calciatore angolano
- 23 aprile - Álex Mazaira, cestista spagnolo
- 23 aprile - Peng Cheng, pattinatrice artistica su ghiaccio cinese
- 23 aprile - Jordan Sierra, calciatore ecuadoriano
- 23 aprile - Vlatko Stojanovski, calciatore macedone
- 23 aprile - Ivan Tkačenko, cestista ucraino
- 24 aprile - Francisco Afonso, calciatore portoghese
- 24 aprile - Pier-André Côté, ciclista su strada canadese
- 24 aprile - Fabio Depaoli, calciatore italiano
- 24 aprile - Tomás Díaz Grassano, calciatore argentino
- 24 aprile - Angela Fontana, attrice italiana
- 24 aprile - Marianna Fontana, attrice italiana
- 24 aprile - Jérémy Gélin, calciatore francese
- 24 aprile - Yūta Kamiya, calciatore giapponese
- 24 aprile - Lydia Ko, golfista neozelandese
- 24 aprile - Veronika Kudermetova, tennista russa
- 24 aprile - Tomáš Ladra, calciatore ceco
- 24 aprile - Marvin Loría, calciatore costaricano
- 24 aprile - Larrell Murchison, giocatore di football americano statunitense
- 24 aprile - Jessica Pieri, tennista italiana
- 24 aprile - Timothy Shuttleworth, nuotatore britannico
- 24 aprile - Kaden Smith, giocatore di football americano statunitense
- 24 aprile - Luiz Felipe da Silva Nunes, calciatore brasiliano
- 24 aprile - Tim van Rijthoven, ex tennista olandese
- 25 aprile - Biram Baparapè, ex cestista italiano
- 25 aprile - Nicolás Benedetti, calciatore colombiano
- 25 aprile - Daniela Caracas, calciatrice colombiana
- 25 aprile - Sylvain Deslandes, calciatore camerunese
- 25 aprile - Alexander Doom, velocista belga
- 25 aprile - Julius Ertlthaler, calciatore austriaco
- 25 aprile - Gonzalo Lamardo, calciatore argentino
- 25 aprile - Kurtis Marschall, astista australiano
- 25 aprile - Tsukasa Morishima, calciatore giapponese
- 25 aprile - Erik Palmer-Brown, calciatore statunitense
- 25 aprile - Daniel Rojano, calciatore colombiano
- 25 aprile - Alisa Vainio, maratoneta finlandese
- 25 aprile - Silke Vanwynsberghe, calciatrice belga
- 25 aprile - Jan Vodháněl, calciatore ceco
- 26 aprile - Mahmoud Abdelrahman, lottatore egiziano
- 26 aprile - Alex Fitzalan, attore australiano
- 26 aprile - Kirill Kaprizov, hockeista su ghiaccio russo
- 26 aprile - Pedro Martínez, tennista spagnolo
- 26 aprile - Amber Midthunder, attrice statunitense
- 26 aprile - Jhegson Méndez, calciatore ecuadoriano
- 26 aprile - Agustín Navarro, calciatore uruguaiano
- 26 aprile - Pablo Rosario, calciatore dominicano
- 26 aprile - Santiago Scotto, calciatore uruguaiano
- 26 aprile - Dejan Vasiljevic, cestista australiano
- 26 aprile - Calvin Verdonk, calciatore olandese
- 26 aprile - Moritz Wagner, cestista tedesco
- 26 aprile - James Wiggins, giocatore di football americano statunitense
- 26 aprile - Ljusja Čebotina, cantante russa
- 27 aprile - Mohammed Ali Shaker, calciatore emiratino
- 27 aprile - Joe Champness, calciatore neozelandese
- 27 aprile - Jaime Echenique, cestista colombiano
- 27 aprile - Giorgi Kantaria, calciatore georgiano
- 27 aprile - Stefan Kenić, cestista serbo
- 27 aprile - Evren Korkmaz, calciatore olandese
- 27 aprile - Livio Loi, pilota motociclistico belga
- 27 aprile - Josh Onomah, calciatore inglese
- 27 aprile - Nellys Pimentel, modella portoricana
- 27 aprile - Lucas Rodríguez, calciatore argentino
- 27 aprile - Shaylon, calciatore brasiliano
- 27 aprile - Florian Stork, ciclista su strada tedesco
- 27 aprile - Harold Tejada, ciclista su strada colombiano
- 28 aprile - Amaia Aberasturi, attrice, ballerina e modella spagnola
- 28 aprile - Kevin Balanta, calciatore colombiano
- 28 aprile - Chang Hao, nuotatrice artistica cinese
- 28 aprile - Moses Ebiye, calciatore nigeriano
- 28 aprile - André Höflich, snowboarder tedesco
- 28 aprile - Ignacio Méndez, calciatore argentino
- 28 aprile - Keven Schlotterbeck, calciatore tedesco
- 28 aprile - Denzel Ward, giocatore di football americano statunitense
- 28 aprile - Santiago Yusta, cestista spagnolo
- 29 aprile - Ryan Bidounga, calciatore francese
- 29 aprile - Beatrice Capomaggi, rugbista a 15 italiana
- 29 aprile - Leo Gogličidze, calciatore russo
- 29 aprile - Artëm Jusupov, calciatore russo
- 29 aprile - Damjan Krajišnik, calciatore bosniaco
- 29 aprile - Eetu Nousiainen, saltatore con gli sci finlandese
- 29 aprile - Christopher Operi, calciatore ivoriano
- 29 aprile - Lucas Tousart, calciatore francese
- 29 aprile - Stephanie Williams, pallavolista statunitense
- 30 aprile - Ivan Bojanić, ex cestista serbo
- 30 aprile - Daisy Cleverley, calciatrice neozelandese
- 30 aprile - Brandon Dillon, giocatore di football americano statunitense
- 30 aprile - Dani Fernández, calciatore spagnolo
- 30 aprile - Katja Grossmann, ex sciatrice alpina svizzera
- 30 aprile - Chinwendu Ihezuo, calciatrice nigeriana
- 30 aprile - Sam Lammers, calciatore olandese
- 30 aprile - T.J. Leaf, cestista israeliano
- 30 aprile - Ivan Mamut, calciatore croato
- 30 aprile - Jesús Medina, calciatore paraguaiano
- 30 aprile - Andreas Ploier, sciatore alpino austriaco
- 30 aprile - Tony Pollard, giocatore di football americano statunitense
- 30 aprile - Agustín Romero, ex calciatore uruguaiano
- 30 aprile - Adam Ryczkowski, calciatore polacco
- 30 aprile - Alireza Sarlak, lottatore iraniano
- 30 aprile - Joan Sastre Vanrell, calciatore spagnolo
- 30 aprile - Raer Theaker, ginnasta gallese
- 30 aprile - Ian Thomas, cantante belga
- 30 aprile - Xavi Vierge, pilota motociclistico spagnolo
- 30 aprile - Leonardo da Silva Gomes, calciatore brasiliano